# Fletcherella
Fletcherella is een geslacht van vlinders van de familie vedermotten (Pterophoridae).

## Soorten
- F. niphadarcha (Meyrick, 1930)
- F. niphadothysana Djakonov, 1952